# Christine Chapel
Christine Chapel, conosciuta anche come Infermiera Chapel (in inglese Nurse Chapel), è un personaggio immaginario dell'universo fantascientifico di Star Trek. Appare nella serie classica, nei film Star Trek e Rotta verso la Terra e nella serie animata dove, con il ruolo di infermiera prima e di medico poi, viene interpretata e doppiata originalmente da Majel Barrett, moglie di Gene Roddenberry e già interprete della Numero Uno nel primo pilota Lo zoo di Talos, oltre che successivamente interprete anche di Lwaxana Troi. Appare inoltre nella serie televisiva Star Trek: Strange New Worlds, dove viene interpretata da Jess Bush.
Il personaggio fa la sua prima apparizione nell'episodio della prima stagione di Star Trek nel 1966, Al di là del tempo (The Naked Time), in seguito a una riscrittura della sceneggiatura da parte di Gene Roddenberry. Roddenberry è stato ispirato dall'episodio Gli androidi del dottor Korby (What Are Little Girls Made Of?), mentre Barrett si ossigenò i capelli così da meglio adattarsi al ruolo per quell'episodio. Con il cambio di colore dei capelli, Roddenberry pensava che i dirigenti della NBC non si sarebbero accorti del ritorno di Barrett contro la loro volontà. Al contrario, i dirigenti la riconobbero immediatamente. Il personaggio appare in numerosi episodi, partecipando a diversi temi importanti, come mostrare la propria attrazione nei confronti di Spock (Leonard Nimoy) e perché è entrata nella Flotta Stellare. Al tempo del film del 1979 Star Trek (Star Trek: The Motion Picture), Chapel era diventata medico e durante gli eventi di Rotta verso la Terra, è di stanza al Comando della Flotta Stellare.

## Storia del personaggio

### Timelineclassica
Christine Chapel nasce nel 2234. Nel 2259 risulta a bordo della USS Enterprise capitanata da Christopher Pike in qualità di infermiera e vi rimane anche successivamente, quando, a partire dal 2265, il comando della nave stellare passa a James T. Kirk. Nell'episodio Gli androidi del dottor Korby (What Are Little Girls Made Of?), viene spiegato come Christine Chapel abbia scelto di abbandonare la propria carriera di ricercatrice biologica in favore di un posto nella Flotta Stellare, sperando che ciò le avrebbe permesso di riunirsi al suo fidanzato, il dottor Roger Korby (Michael Strong), incapace di comunicare dopo la sua spedizione sul pianeta Exo III. Cinque anni dopo la scomparsa di Korby, Chapel venne riassegnata alla USS Enterprise, dove servì come capo infermiera, lavorando sotto il dottor Leonard McCoy (DeForest Kelley). Raggiunto Exo III, il Capitano Kirk e Chapel si teletrasportano sul pianeta scoprendo che Korby stava sfruttando una sofisticata tecnologia per produrre androidi. La reazione di Chapel, che inorridisce quando scopre che Korby aveva trapiantato la propria personalità in una replica androide del proprio corpo, porta costui a suicidarsi per la disperazione. Roddenberry, nel libro The Making of Star Trek, scritto a quattro mani con Stephen E. Whitfield, ha rivelato che le conseguenze di quell'episodio hanno portato Chapel a rompere i suoi legami con la Terra dedicandosi completamente al servizio nella Flotta Stellare.
Dopo la morte di Korby, Chapel era indecisa se rimanere a bordo dell'Enterprise, ma scelse di rimanervi per tutta la missione quinquennale. Qui tornò a sentirsi attratta da Spock (Leonard Nimoy), dopo la breve relazione avuta ai tempi di Pike, ammettendo questi sentimenti nell'episodio Al di là del tempo (The Naked Time). Durante l'episodio, le sue azioni portano inconsapevolmente l'equipaggio a una maggiore diffusione dell'intossicazione da Psi 2000. I sentimenti di Chapel nei confronti di Spock vengono in seguito rivisti e vi si allude solo alcune volte, in particolare nell'episodio Umiliati per forza maggiore (Plato's Stepchildren), dove i platoniani costringono Chapel e Spock a baciarsi appassionatamente. Questo la umilia, nonostante i sentimenti che prova per lui. Nell'episodio Il duello (Amok Time), Chapel offre a Spock una specie di zuppa per aiutarlo ad affrontare il sacro rituale vulcaniano del Pon Farr, che Spock rifiuta con rabbia, lanciandola contro il muro, ma in seguito ringrazia Christine per la sua premura. Nel 2267, sempre durante la missione quinquennale, Chapel riottenne il ruolo di Capo Infermiere dell'Enterprise.
Chapel appare in due dei film di Star Trek che contemplano il cast della serie classica. Nel 2271, nel film Star Trek (Star Trek: The Motion Picture, 1979), Chapel è tenente e completa la laurea in medicina, venendo inoltre nominata Ufficiale Medico Capo dal nuovo capitano dell'Enterprise Will Decker, fino a che non cede il posto a McCoy durante la crisi V'Ger. La sua seconda apparizione cinematografica avviene nel film Rotta verso la Terra (Star Trek IV: The Voyage Home, 1986), quando, nel 2286, vediamo lei e Janice Rand (Grace Lee Whitney) di stanza nel quartier generale della Flotta Stellare a San Francisco. Qui, con il grado di comandante, Chapel dirige le operazioni di emergenza durante la crisi della sonda spaziale aliena.

### Kelvin Timeline
Nel film del 2009 Star Trek un'infermiera di nome Chapel viene menzionata dal dottor McCoy (Karl Urban). Nel film del 2013 Into Darkness - Star Trek (Star Trek Into Darkness) Carol Marcus (Alice Eve) dice a Kirk (Chris Pine) che dopo essere stata con lui Chapel se ne era andata per diventare infermiera.
Nella Kelvin Timeline, inoltre, manca completamente l'elemento di attrazione sentimentale da parte dell'infermiera Chapel nei confronti di Spock, sostituita dalla relazione tra Spock e Uhura.

### Expanded Universe
Nella serie televisiva del 2022 Star Trek: Strange New Worlds, parte dell'Expanded Universe, l'Infermiera Chapel (interpretata dall'attrice australiana Jess Bush), che si dimostra molto più "energica" e intraprendente rispetto alla sua controparte della serie classica, lotta per farsi strada nella sua carriera medica. Questa Infermiera Chapel sembra dimostrarsi più dotata e capace, in grado di risolvere problemi e quasi "scavalcando" la figura del dottor M'Benga. Il suo rapporto sentimentale con Spock non è tormentato e inappagato, come avviene nella serie classica, ma gode di un inaspettato sviluppo quando Spock e T'Pring hanno una crisi nella loro relazione e decidono di "prendersi una pausa": Christine Chapel ne approfitta per dichiarare i suoi sentimenti nei confronti del Vulcaniano e baciarlo, anche aiutata dal sottinteso interesse nei suoi confronti che Spock lascia trapelare durante la sua trasformazione in "umano" nell'episodio della seconda stagione Sciarada (Charades, 2023). Coerentemente a ciò che è stato narrato nella serie classica, nel 2259 Chapel lascia Spock e l'Enterprise per seguire un internato del dottor Roger Korby.

## Sviluppo
Prima di lavorare a Star Trek, Gene Roddenberry sviluppò vari piloti televisivi per la Screen Gems. Una tra le attrici cui fece un'audizione era Majel Leigh Hudec, che più tardi avrebbe adottato lo pseudonimo di Majel Barrett. Più tardi, quando lavorò alla serie drammatica The Lieutenant, la scelse per l'episodio In the Highest Tradition. I due divennero rapidamente amici ed iniziarono una relazione romantica nonostante Roddenberry all'epoca fosse sposato con Eileen Anita Rexroat. Durante lo sviluppo del primo pilota per Star Trek, Lo zoo di Talos (The Cage), Roddenberry scrisse la parte del Numero Uno (il Primo Ufficiale dell'Enterprise), specificamente per Barrett. Il che causò reazioni negative da parte della NBC ad accettare per la parte un'attrice pressoché sconosciuta. Roddenberry valutò altre attrici per la parte, ma nessuna di queste venne considerata adatta.
Il produttore esecutivo Herbert Franklin Solow tentò di convincere i dirigenti della NBC che un volto nuovo avrebbe reso più credibile la parte, ma loro sapevano bene che Barrett era l'amante di Roddenberry. Ciononostante acconsentirono ad averla nel cast, per non indispettire Roddenberry a quel punto della produzione. Dopo che il pilota venne rifiutato, venne prodotto un secondo pilota. Questo viene normalmente giustificato asserendo che il network televisivo non voleva una donna come Primo Ufficiale dell'Enterprise, ma Solow ha una differente opinione in merito. Solow sostiene infatti che "a nessuno piaceva come lei recitava... era una donna simpatica, ma la realtà era che non sapeva recitare". Il secondo pilota, Oltre la galassia (Where No Man Has Gone Before), ebbe successo e portò alla produzione della serie Star Trek. A Barrett venne affidato il compito di prestare la voce al computer dell'Enterprise, ma chiese a Roddenberry di essere inserita nel cast principale.
Dopo avere visto la proposta iniziale per l'episodio Gli androidi del dottor Korby Barrett pensò di essere adatta per interpretare la parte della donna che andava nello spazio alla ricerca del proprio fidanzato. Si ossigenò i capelli diventando bionda per meglio adattarsi al personaggio. Barrett passò accanto all'ufficio di Roddenberry, così da sorprenderlo, ma lui le passò accanto senza riconoscerla. Fu solo quando tornò fuori per consegnare delle carte alla sua segretaria che si rese conto di chi fosse. Ebbero così l'idea di farla passare per un'altra attrice senza che i dirigenti della NBC se ne accorgessero, facendola rientrare così nella serie. Così il personaggio di Christine Ducheaux venne di conseguenza cambiato in quello di Christine Chapel da Roddenberry, come gioco di parole con la Cappella Sistina (in inglese Sistine Chapel). Nessun'altra attrice venne presa in considerazione per il ruolo.
Allo stesso tempo lo story editor John D.F. Black scrisse la prima versione della sceneggiatura per Al di là del tempo, episodio programmato durante la prima stagione della serie classica. La storia vedeva l'equipaggio dell'Enterprise contagiato da un virus in grado di sopprimere le loro inibizioni. Uno degli elementi introdotti dalla sceneggiatura di Black era quello della presenza di un'infermiera nell'infermeria dell'astronave, che lavorava al fianco del dottor McCoy. Il personaggio di Christine Chapel venne inserito in entrambi gli episodi da Roddenberry. L'inganno tuttavia non funzionò e il dirigente della NBC Jerry Stanley commentò: "Bene, bene, guarda chi è tornato", rivolgendosi a Solow. Roddenberry gli disse che il personaggio di Christine Chapel sarebbe divenuto ricorrente nella serie, alla pari di quello di Uhura. Barrett non era soddisfatta della sua parte, ma apprezzò il fatto che, poiché la NBC l'avesse già esclusa dalla serie una prima volta, Roddenberry non potesse espandere la sua parte.
Per la serie animata del 1973 Barrett avrebbe dovuto riprendere inizialmente il ruolo dell'infermiera Chapel, oltre a doppiare la tenente Uhura. Allo stesso modo James Doohan avrebbe dovuto doppiare tanto Scotty, quanto Sulu. Tuttavia, in seguito all'adesione al progetto da parte di Leonard Nimoy, Nichelle Nichols e George Takei, Barrett e Doohan vengono incaricati di doppiare solamente i propri rispettivi personaggi. A Barrett furono inoltre affidati molti altri ruoli nel doppiaggio della serie, compresa la voce del computer dell'Enterprise e la caitiana M'Res.
Barrett ritornerà in seguito a impersonare Chapel nel primo film del franchise, Star Trek (Star Trek: The Motion Picture, 1979), in quello che però ha descritto come un "ruolo molto marginale", aggiungendo che "se qualcuno non mi avesse chiamato Comandante Chapel, il pubblico nemmeno avrebbe saputo che ero lì". Barrett ha affermato che nei film del franchise Chapel si è "persa lungo la strada", non apparendo né ne L'ira di Khan, né in Alla ricerca di Spock, nonostante la sua opinione che il personaggio dell'infermiera Chapel fosse un personaggio principale della serie originale. Leonard Nimoy ha fatto tornare il personaggio in Rotta verso la Terra da lui diretto, cosa che ha provocato la gratitudine nei suoi confronti da parte dell'attrice.
Il personaggio viene successivamente menzionato nel film del 2009, Star Trek, che ha visto il ritorno dei personaggi della serie classica interpretati da un nuovo cast. Christine Chapel fu suggerita come personaggio da inserire nel sequel Into Darkness - Star Trek, impersonato da Alice Eve, che invece successivamente interpretò Carol Marcus.
In un'intervista del 1988 Majel Barrett dichiarò che non era per nulla affezionata al personaggio dell'infermiera Chapel, nel quale non vedeva alcun futuro (il personaggio invece ritornerà nella serie del 2022 Star Trek: Strange New Worlds), ma era molto più legata al personaggio di Lwaxana Troi, che considerava una sorta di "zietta della galassia", oltre che un personaggio molto più divertente da impersonare.
A maggio del 2022 Jess Bush appare per la prima volta nel cast regolare di Star Trek: Strange New Worlds nella parte dell'infermiera Christine Chapel. Per la parte, Bush ha dichiarato di essersi preparata a lungo, leggendo tutto quello che è riuscita a trovare su Majel Barrett e sull'infermiera Chapel e guardando quanti più episodi dela serie classica possibile. Bush ha detto, inoltre, che è stato molto emozionante entrare nei panni di un personaggio il cui impatto culturale è stato così forte. Nella serie originale la maggior parte del personaggio era sviluppato attorno alla sua attrazione per Spock, per il quale si struggeva tutto il tempo, mentre in questa serie è molto diverso e ciò che si vuole evidenziare è il suo entusiasmo e la sua voglia di vivere. In merito a un tema affrontato nel terzo episodio della serie, riguardante le modifiche genetiche, Bush ha quindi affermato che Chapel "crede che le regole sia linee guida importanti, ma che le persone vengano prima".

## Interpreti
L'infermiera, poi dottoressa, Christine Chapel viene interpretata dall'attrice Majel Barrett a partire dall'episodio Al di là del tempo (The Naked Time, 1966) della serie televisiva Star Trek (1966-1969). La stessa Barrett dà la voce al personaggio nella serie animata Star Trek (1973-1974). Ancora Barrett torna a interpretare Christine Chapel nei film Star Trek (Star Trek: The Motion Picture, 1979) e Rotta verso la Terra (Star Trek IV: The Voyage Home, 1986). Barrett, che diverrà in seguito la moglie di Gene Roddenberry, il creatore della saga, aveva già interpretato il personaggio del Numero Uno nel primo pilota della serie televisiva Lo zoo di Talos (The Cage, 1964), e successivamente interpreterà Lwaxana Troi, la Betazoide e madre del Consigliere dell'Enterprise D Deanna Troi, in alcuni episodi delle serie televisive Star Trek: The Next Generation e Star Trek: Deep Space Nine, oltre a dare la voce al computer delle navi dalla serie originale a Enterprise e a una pletora di personaggi della serie animata del 1973 e dei videogiochi del franchise.
Nel primo doppiaggio in italiano della serie classica il personaggio di Christine Chapel viene interpretato da diverse doppiatrici: Laura Rizzoli, Valeria Falcinelli, Rosetta Salata, Lidia Costanzo, Maria Teresa Letizia, Silvana Fantini e Angela Cicorella. Nel secondo doppiaggio della serie viene invece doppiata da Liliana Sorrentino e da Piera Vidale. Nell'edizione director's cut del film Star Trek (Star Trek: The Motion Picture), Christine Chapel è stata doppiata da Rossana Bassani.
Nella nuova serie Star Trek: Strange New Worlds il personaggio dell'infermiera Christine Chapel, sotto il comando dell'Ufficiale Medico Capo M'Benga, viene interpretato dalla modella e attrice Jess Bush. Nell'edizione in lingua italiana della serie, il personaggio viene doppiato da Ughetta d'Onorascenzo.

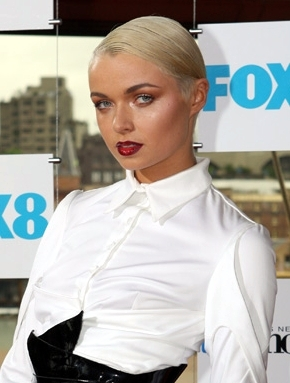
Jess Bush, interprete dell'Infermiera Chapel in Strange New Worlds

## Accoglienza
La critica ha visto il passaggio dal Numero Uno a Christine Chapel come umiliante per l'attrice. Mentre il ruolo dell'infermiera è stato visto come uno stereotipo, plaudendone la promozione a medico. Alcuni episodi che la vedono protagonista sono stati criticati, come per esempio Il duello (Amok Time), in cui la trama le impedisce di avere una relazione con Spock, e Gli androidi del dottor Korby (What Are Little Girls Made Of?), dove viene suggerito che il personaggio sia stato inserito a scapito di altri. Tra i fan l'infermiera Chapel risultò inizialmente impopolare, a causa dei suoi sentimenti per Spock, ma prima dell'uscita di Star Trek nel 2009, c'era il desiderio di vedere il suo ritorno.

### Cast
Il produttore esecutivo Robert H. Justman si dimostrò inizialmente critico nei confronti dell'interpretazione e del personaggio da parte di Majel Barrett, definendola un "personaggio debole, mal concepito e male scritto". Aggiungendo che le lenti addizionali aggiunte agli obiettivi utilizzati dal regista Jerry Finnerman nell'episodio Il duello "servivano solo a sottolineare la mancanza di carattere del personaggio". Justman inoltre si lamentò con Roddenberry delle scarse capacità recitative di Barrett, ma ha smesso di criticarla quando è venuto a conoscenza della loro relazione. Fu solo in seguito all'apparizione di Majel Barrett nei panni di Lwaxana Troi nell'episodio di Star Trek: The Next Generation, Haven, che si rese conto che era soltanto il personaggio dell'Infermiera Chapel che non gli piaceva, non Barrett stessa, dicendole che la sua opinione era cambiata. Barrett stessa non era particolarmente affezionata al personaggio, affermando: «Non sono mai stata molto legata all'infermiera Chapel, ho sempre pensato che fosse un po' debole e permalosa».
Lo scrittore David Gerrold, che aveva lavorato nella serie classica, scrivendo, tra gli altri, il celebre episodio Animaletti pericolosi, ha descritto Christine Chapel come uno dei personaggi di secondo livello, assieme a Uhura, Scotty e Sulu, a cui non è stata mai data tanta visibilità durante la serie quanto i personaggi principali di Kirk, Spock e McCoy. Secondo Gerrold, l'infermiera Chapel è tuttavia l'unico personaggio secondario le cui motivazioni siano state esplorate, poiché il suo obiettivo principale a bordo dell'Enterprise era semplicemente quello di essere innamorata di Spock. Gerrold ha poi aggiunto che c'era bisogno di dimostrare il "disinteresse" del vulcaniano nei confronti dei sentimenti e questo ha portato a sviluppare un personaggio il cui amore nei suoi confronti doveva essere respinto, dando così a Chapel uno scopo. Gerrold ha poi suggerito che questo ha fatto sì che il fandom non abbia mai particolarmente apprezzato Chapel perché «le fan femmine la vedevano come una minaccia alle proprie fantasie e i fan maschi la vedevano come una minaccia allo stoicismo vulcaniano di Spock». Gerrold ha infine aggiunto che quei fan sono rimasti sorpresi quando hanno incontrato Barrett alle convention di fantascienza, perché di persona l'hanno trovata simpatica. Al momento della realizzazione del film Star Trek del 2009, il personaggio era diventato più popolare tra i fan, che si chiedevano se sarebbe apparsa nei nuovi film del franchise.

### Critica
Nel suo saggio The Audience as Auteur. Women, Star Trek and Vidding, contenuto nel volume antologico del 2015 Gene Roddenberry's Star Trek. The Original Cast Adventures, Francesca Coppa ha affermato di aver vissuto il passaggio dalla Numero Uno all'infermiera Chapel per Majel Barrett come «degradante ad ogni livello: ruolo, status e immagine». Il secondo ruolo viene descritto come una "consolazione" nel libro di Cary O'Dell del 2013 June Cleaver Was a Feminist! Reconsidering the Female Characters of Early Television, ma l'autore ritiene anche che Barrett lo "abbia sfruttato al massimo". La posizione di infermiera è stata descritta da O'Dell come un ruolo femminile tradizionale, ma Chapel era anche in grado di tenere testa a McCoy, disobbedendo ai suoi ordini quando necessario. La sua promozione da infermiera a medico in Star Trek del 1979 è stata elogiata dall'autrice Gladys L. Knight nel suo libro del 2010 Female Action Heroes. A Guide to Women in Comics, Video Games, Film, and Television.
I recensori sono stati generalmente critici nei confronti della sua relazione con Spock. Jan Johnson Smith ha descritto Chapel nel suo libro del 2005 American Science Fiction TV come «una donna condannata a bramare per sempre l'inafferrabile vulcaniano» e che è uno dei numerosi personaggi femminili presenti nelle serie televisive, «raffigurati come stereotipi riconoscibili». Anche Coppa ha affrontato questo argomento, definendo il personaggio una tipica «damigella in pericolo», che vive «solo per struggersi». Torie Atkinson su Tor.com vede positivamente la sua relazione, sottolineando come l'affetto che Chapel dimostra ne Il duello sia «così trasparente e dolce». Nel libro The Making of Star Trek di Stephen E. Whitfield e Gene Roddenberry, si afferma che i sentimenti dell'infermiera Chapel nei confronti di Spock non siano unici, in quanto condivisi da molte donne dell'equipaggio dell'Enterprise. Viene inoltre spiegato di come McCoy sia consapevole dei sentimenti della donna, ma mostra un «affetto paterno» nei suoi confronti e non la prende mai in giro per questo.
Spesso le sue apparizioni negli episodi sono criticate. Wei Ming Dariotis critica l'ostinazione della trama di Il duello nel non consentire a Spock di fare sesso con Chapel o con qualsiasi altra donna, risolvendo la cosa con il Pon Farr. Eugene Myers di Tor.com ha invece elogiato Chapel, affermando che la parte più interessante de Gli androidi del dottor Korby era il fatto che fosse basato su di lei, mentre Keith DeCandido sostiene che l'episodio è lo «spettacolo di Kirk e Chapel», a scapito degli altri personaggi.
Nel 2016 l'infermiera Christine Chapel è stata classificata come il 60° personaggio più importante della Flotta Stellare su cento dell'universo fantascientifico di Star Trek dalla rivista Wired

## Filmografia

### Cinema
- Star Trek (Star Trek: The Motion Picture), regia di Robert Wise (1979) - Majel Barrett
- Rotta verso la Terra (Star Trek IV: The Voyage Home), regia di Leonard Nimoy (1986) - Majel Barrett

### Televisione
- Star Trek - serie TV, 26 episodi (1966-1969) - Majel Barrett
- Star Trek - serie animata, 9 episodi (1973-1974) - Majel Barrett
- Star Trek: Strange New Worlds - serie TV, 30 episodi (2022-2026) - Jess Bush

## Giochi

### Videogiochi
- Star Trek Timelines (2016)